# Барбадос на літніх Олімпійських іграх 2016

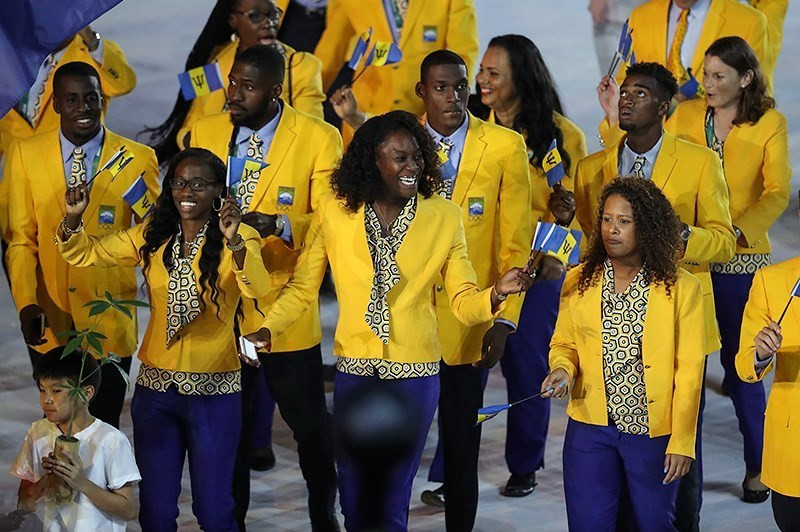
Барбадос на церемонії відкриття.

Барбадос на літніх Олімпійських іграх 2016 був представлений 12 спортсменами в 5 видах спорту. Жодної медалі олімпійці Барбадосу не завоювали.

## Легка атлетика
Легенда
- Note – для трекових дисциплін місце вказане лише для забігу, в якому взяв участь спортсмен
- Q = пройшов у наступне коло напряму
- q = пройшов у наступне коло за добором (для трекових дисциплін - найшвидші часи серед тих, хто не пройшов напряму; для технічних дисциплін - увійшов до визначеної кількості фіналістів за місцем якщо напряму пройшло менше спортсменів, ніж визначена кількість)
- NR = Національний рекорд
- N/A = Коло відсутнє у цій дисципліні
- Bye = спортсменові не потрібно змагатися у цьому колі

Трекові і шосейні дисципліни
| Спортсмен       | Дисципліна                            | Попередній забіг | Попередній забіг | Чвертьфінал | Чвертьфінал | Півфінал         | Півфінал         | Фінал            | Фінал            |
| Спортсмен       | Дисципліна                            | Результат        | Місце            | Результат   | Місце       | Результат        | Місце            | Результат        | Місце            |
| --------------- | ------------------------------------- | ---------------- | ---------------- | ----------- | ----------- | ---------------- | ---------------- | ---------------- | ---------------- |
| Рамон Гіттенс   | біг на 100 метрів (чоловіки)          | Bye              | Bye              | 10.25       | 4           | Завершив виступ  | Завершив виступ  | Завершив виступ  | Завершив виступ  |
| Леві Кадоган    | біг на 200 метрів (чоловіки)          | 21.02            | 7                | Н/Д         | Н/Д         | Завершив виступ  | Завершив виступ  | Завершив виступ  | Завершив виступ  |
| Буркгарт Елліс  | біг на 200 метрів (чоловіки)          | 20.74            | 4                | Н/Д         | Н/Д         | Завершив виступ  | Завершив виступ  | Завершив виступ  | Завершив виступ  |
| Рамон Гіттенс   | біг на 200 метрів (чоловіки)          | 20.58            | 3                | Н/Д         | Н/Д         | Завершив виступ  | Завершив виступ  | Завершив виступ  | Завершив виступ  |
| К'єрре Беклес   | біг на 100 метрів з бар'єрами (жінки) | 13.01            | 6                | Н/Д         | Н/Д         | Завершила виступ | Завершила виступ | Завершила виступ | Завершила виступ |
| Тіа-Адана Белле | біг на 400 метрів з бар'єрами (жінки) | 56.68            | 4                | Н/Д         | Н/Д         | Завершила виступ | Завершила виступ | Завершила виступ | Завершила виступ |

Технічні дисципліни
| Спортсмен   | Дисципліна               | Кваліфікація       | Кваліфікація | Фінал              | Фінал            |
| Спортсмен   | Дисципліна               | Результат у метрах | Місце        | Результат у метрах | Місце            |
| ----------- | ------------------------ | ------------------ | ------------ | ------------------ | ---------------- |
| Акела Джонс | стрибки у висоту (жінки) | 1.85               | 31           | Завершила виступ   | Завершила виступ |

Комбіновані дисципліни – семиборство (жінки)
| Спортсмен   | Дисципліна | 100Б  | СВ   | ШЯ    | 200 m | LJ   | МС    | 800 m   | Final | Місце |
| ----------- | ---------- | ----- | ---- | ----- | ----- | ---- | ----- | ------- | ----- | ----- |
| Акела Джонс | Результат  | 13.00 | 1.89 | 14.09 | 24.35 | 6.30 | 42.00 | 2:41.12 | 6173  | 20    |
| Акела Джонс | Очки       | 1124  | 1093 | 800   | 947   | 943  | 706   | 560     | 6173  | 20    |

## Стрільба
| Спортсмен     | Дисципліна      | Кваліфікація | Кваліфікація | Півфінал        | Півфінал        | Фінал           | Фінал           |
| Спортсмен     | Дисципліна      | Очки         | Місце        | Очки            | Місце           | Очки            | Місце           |
| ------------- | --------------- | ------------ | ------------ | --------------- | --------------- | --------------- | --------------- |
| Майкл Маскелл | скит (чоловіки) | 118          | 18           | Завершив виступ | Завершив виступ | Завершив виступ | Завершив виступ |

Пояснення до кваліфікації: Q = Пройшов у наступне коло; q = Кваліфікувався щоб змагатись у поєдинку за бронзову медаль

## Плавання
| Спортсмен    | Дисципліна                           | Попередній заплив | Попередній заплив | Фінал            | Фінал            |
| Спортсмен    | Дисципліна                           | Час               | Місце             | Час              | Місце            |
| ------------ | ------------------------------------ | ----------------- | ----------------- | ---------------- | ---------------- |
| Алекс Соберс | 400 метрів вільним стилем (чоловіки) | 3:59.97           | 44                | Завершив виступ  | Завершив виступ  |
| Лані Кабрера | 400 метрів вільним стилем (жінки)    | 4:28.95           | 30                | Завершила виступ | Завершила виступ |

## Теніс
| Спортсмен   | Дисципліна                  | 1/32 фіналу              | 1/16 фіналу        | 1/8 фіналу         | Чвертьфінали       | Півфінали          | Фінал / БМ         | Фінал / БМ      |
| Спортсмен   | Дисципліна                  | Суперник Результат       | Суперник Результат | Суперник Результат | Суперник Результат | Суперник Результат | Суперник Результат | Місце           |
| ----------- | --------------------------- | ------------------------ | ------------------ | ------------------ | ------------------ | ------------------ | ------------------ | --------------- |
| Darian King | одиночний розряд (чоловіки) | Джонсон (USA) L 3–6, 2–6 | Завершив виступ    | Завершив виступ    | Завершив виступ    | Завершив виступ    | Завершив виступ    | Завершив виступ |

## Тріатлон
| Спортсмен      | Дисципліна | Плавання, 1,5 км | Перехід 1 | Велосипед, 40 км | Перехід 2    | Біг, 10 км   | Загалом Time | Місце        |
| -------------- | ---------- | ---------------- | --------- | ---------------- | ------------ | ------------ | ------------ | ------------ |
| Джейсон Вілсон | чоловіки   | 17:31            | 0:49      | Не фінішував     | Не фінішував | Не фінішував | Не фінішував | Не фінішував |